# الاتحاد البولندي السويدي

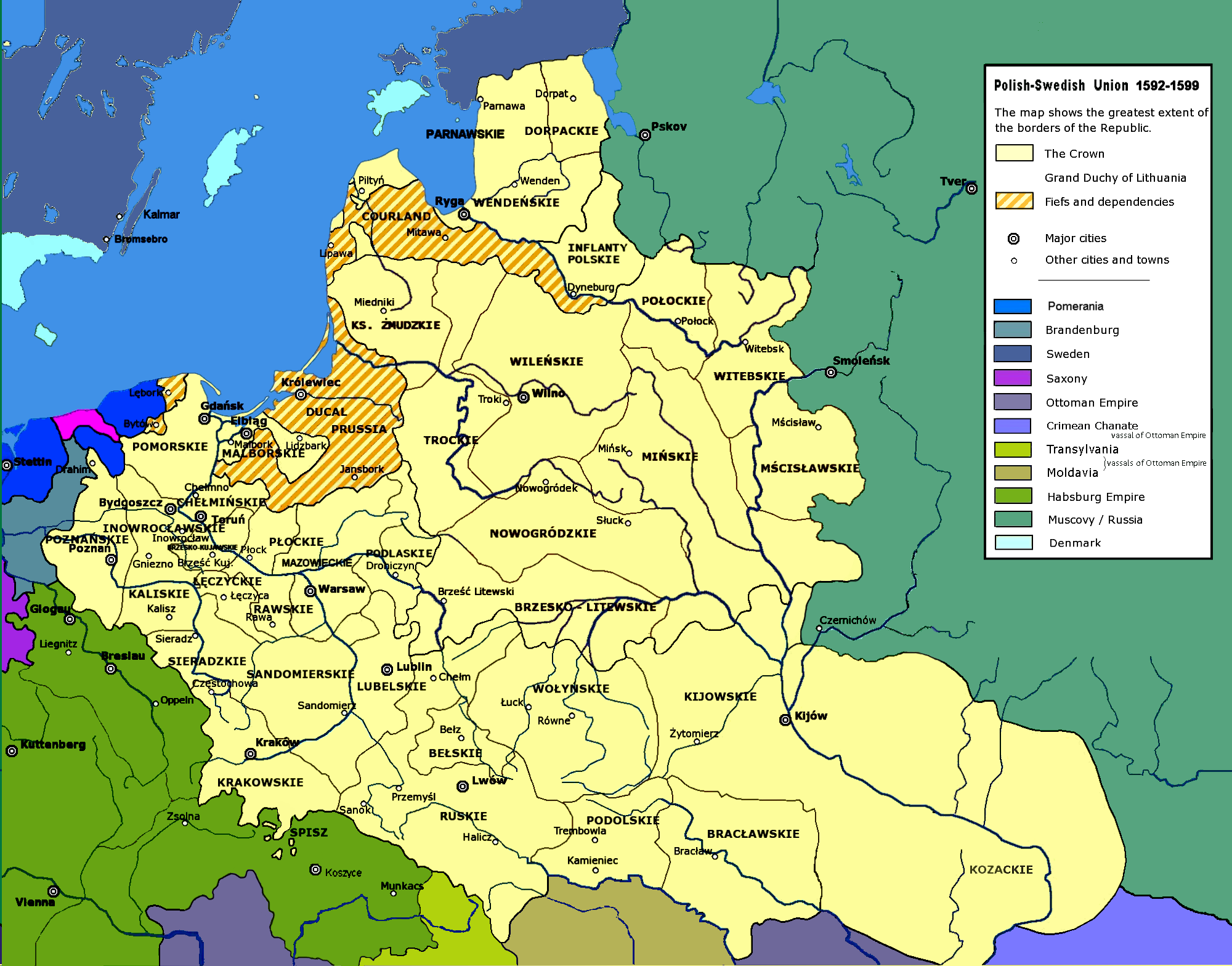
خريطة توضح الكومنولث البولندي الليتواني خلال فترة الاتحاد البولندي السويدي

كان الاتحاد البولندي السويدي ما بين الكومنولث البولندي الليتواني ومملكة السويد، عندما توج سيغيسموند الثالث فاسا، ملك بولندا ودوق ليتوانيا الأكبر، ملكًا للسويد في عام 1592. في عام 1599، بعد حرب أهلية، فقد هذا التاج وعاد إلى وارسو.

## تمهيد
بعد وفاة يوحنا الثالث ملك السويد، أصبح ابنه سيغيسموند وريثًا لعرش السويد. كان سيغيسموند في ذلك الوقت بالفعل ملك بولندا المنتخب (منذ 1587). من المؤكد أن سيغيسموند قدّر العرش السويدي وعند علمه بوفاة والده، والادعاءات المتعلقة بعرش عمه، طلب من مجلس النواب (البرلمان البولندي) الإذن بمغادرة الكومنولث والذهاب إلى السويد، حيث يمكنه تأمين التاج السويدي. منحه مجلس النواب الإذن، وفي 3 أغسطس 1593، غادر سيغيسموند برفقة زوجته آنا من هابسبورغ وأتباعه الآخرين إلى السويد.
واجه سيغيسموند في السويد مشكلة خطيرة بسبب دينه، إذ كان كاثوليكيًا مخلصًا خاصة بعد تحول معظم السكان السويديين (بما في ذلك تشارلز) إلى اللوثرية. كانت هناك مخاوف من أن سيغيسموند سوف يدعم الكاثوليك ضد البروتستانت في حال انتخابه ملكًا. في هذه الفترة كان من الواضح أن الدوق تشارلز وأصدقائه البروتستانت يفوقون مؤيدي سيغيسموند من حيث العدد. ومع ذلك، فور وفاة الملك جون، رفض السينودس الذي استدعاه الدوق تشارلز إلى أوبسالا القداس الجديد وأصدر اعترافًا مناهضًا للكاثوليكية، في 5 مارس 1593. أُعلن أن الكتاب المقدس والمذاهب البدائية الثلاث هي الأسس الحقيقية واعتمد اعتراف أوغسبورغ في 9 يناير 1594 في أوبسالا. واجه سيغيسموند كل من ممثلي اللوثريين والنبلاء الأدنى، لكنه وافق تحت الضغط من الوضع السياسي ووسط الاضطرابات التي شملت حاشيته الكاثوليكية وخصومهم اللوثريين على ضمان الحرية الدينية للبروتستانت، ومنع الكاثوليك من المظاهرات العامة لعقيدتهم ومن تولي المناصب العليا وذلك بتاريخ 19 فبراير.

## الاتحاد
يبدو أن اتفاق 19 فبراير هدأ النزاعات. تُوّج سيغيسموند في كاتدرائية أوبسالا وأصبح ملك السويد. كانت مملكة السويد وقتها ضمن اتحاد مع بولندا وليتوانيا. في يوليو، غادر سيغيسموند السويد وعاد إلى بولندا. كان من المقرر أن يحكم السويد بشكل مشترك من قبل مجلس الملكة الخاص في السويد وعمه ديوك تشارلز.
ومع ذلك، نكث سيغيسموند بوعوده السابقة، وفتح مدارس كاثوليكية، ومنح الكاثوليك مناصب بارزة. تشارلز بدوره لم يتخل عن الحصول على العرش السويدي وسعى لتحقيق أجندته السياسية الخاصة. في 18 مايو 1595 وقع معاهدة تيوسينا مع موسكوفي لإنهاء الحرب الروسية السويدية (1590-1595) من خلال الموافقة على الوضع الراهن للحدود قبل الحرب حول خليج فنلندا (إنغريا) واستدعاء بعض مؤيدي سيغيسموند مناصبهم (من بينهم، الأدميرال كلاوس فليمنغ). تعارض ذلك مع خطط سيغيسموند، كما وعد أثناء انتخابه لعرش الكومنولث بالتنازل عن دوقية إستونيا إلى الكومنولث من السويد، وبالتالي تعويض السويد بالأراضي التي تم الاستيلاء عليها من موسكوفي. في عام 1595، عصى تشارلز الملك علنًا من خلال دعوة للاجتماع في سودركوبنغ. أعلنه الريكسداغ عام 1595 وصيًا على العرش على الرغم من أن الملك سيغيسموند قد رفضه سابقًا لهذا المنصب، دعمه العديد من البروتستانت ومعظم الطبقات الدنيا وعارضه معظم النبلاء والكاثوليك والمنطقة التي تشكل فنلندا الحديثة ومعظم سكان ستوكهولم.